# Johann von der Recke

Wappen derer von der Recke

Johann von der Recke (* um 1480; † 1551) war ein Ordensritter des Deutschen Ordens und von 1549 bis 1551 Landmeister in Livland. Er gehörte der Linie Heeren des westfälischen Uradelsgeschlechts von der Recke an.

## Werdegang
Im Jahre 1514 trat Johann v.d.R. in Livland in den Deutschen Orden ein. 1525 wurde er zum Komtur in Wenden ernannt, es folgten 1533 die Komturei in Marienburg und 1535 die Komturei in Fellin. Von 1549 bis zu seinem Tod im Jahr 1551 wurde Johann von der Recke als Nachfolger von Hermann Hasenkamp von Brüggeney zum Landmeister in Livland gewählt. Er war damit zugleich deutscher Reichsfürst. Während seiner Amtszeit herrschte weitgehend Frieden in Livland. Allerdings wurde das Gebiet von schweren Seuchen, wahrscheinlich von der Pest, heimgesucht.

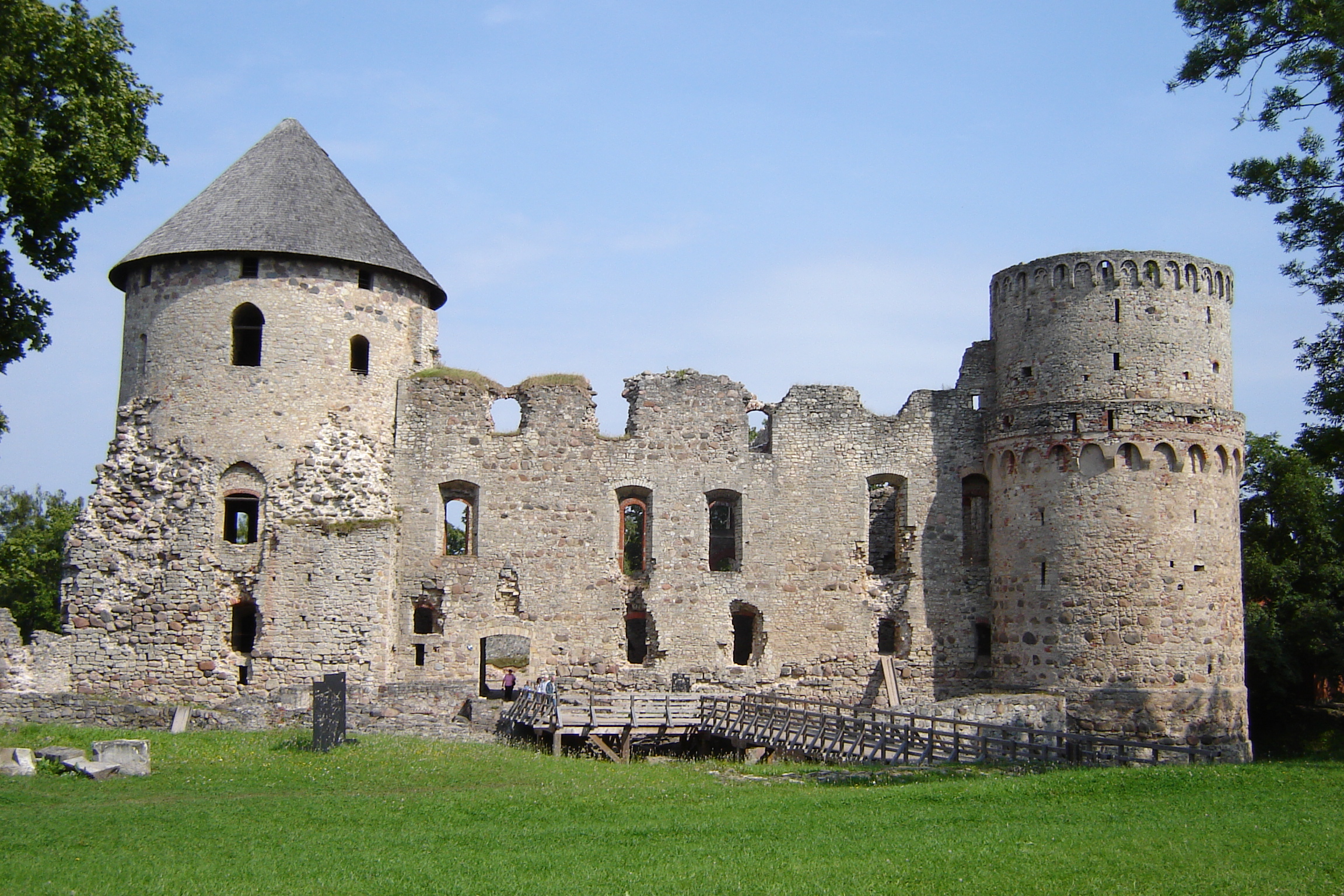
Ruine der Ordensburg in Cēsis (Wenden)
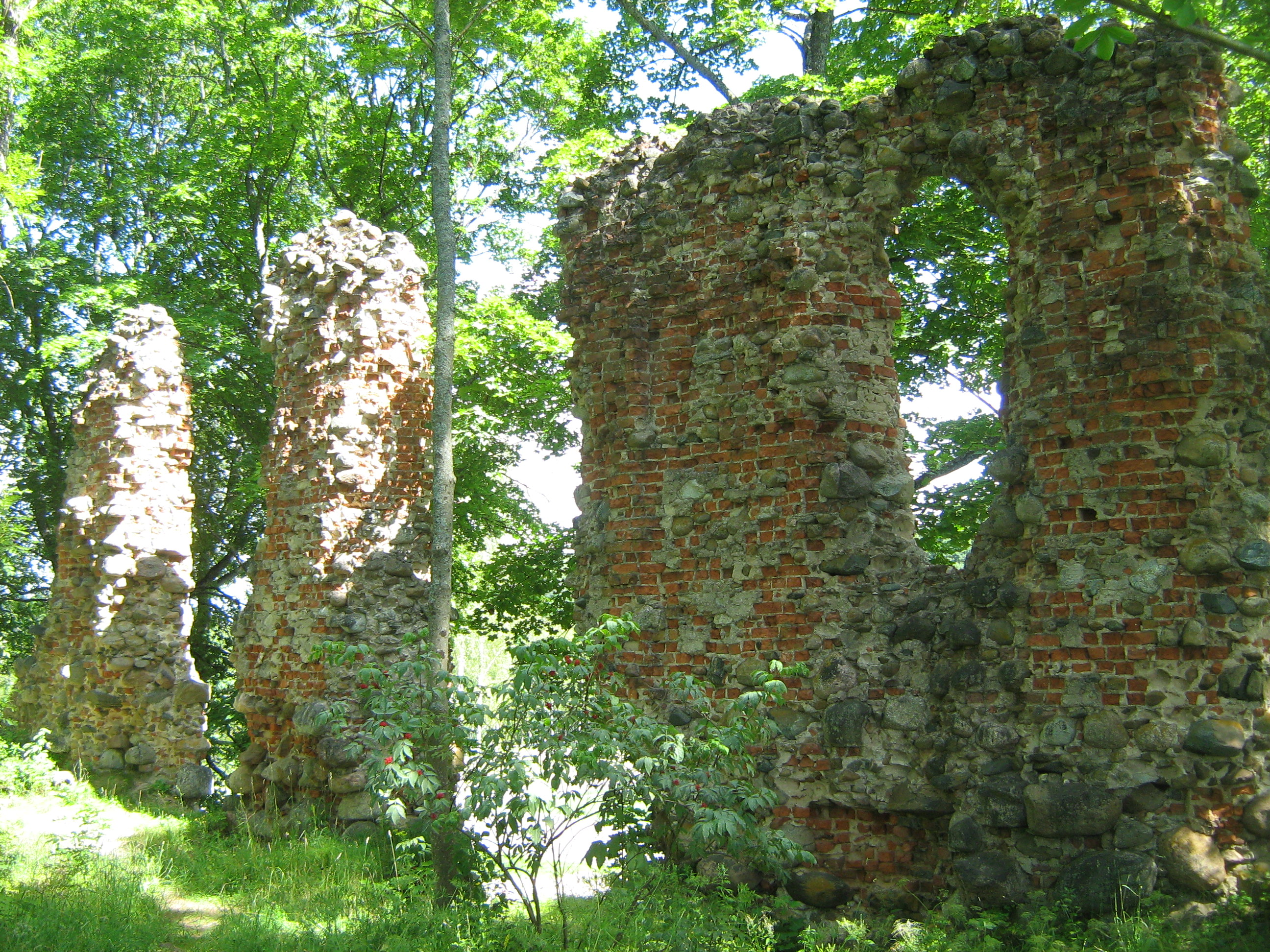
Ruine der Ordensburg in Alūksne (Marienburg)
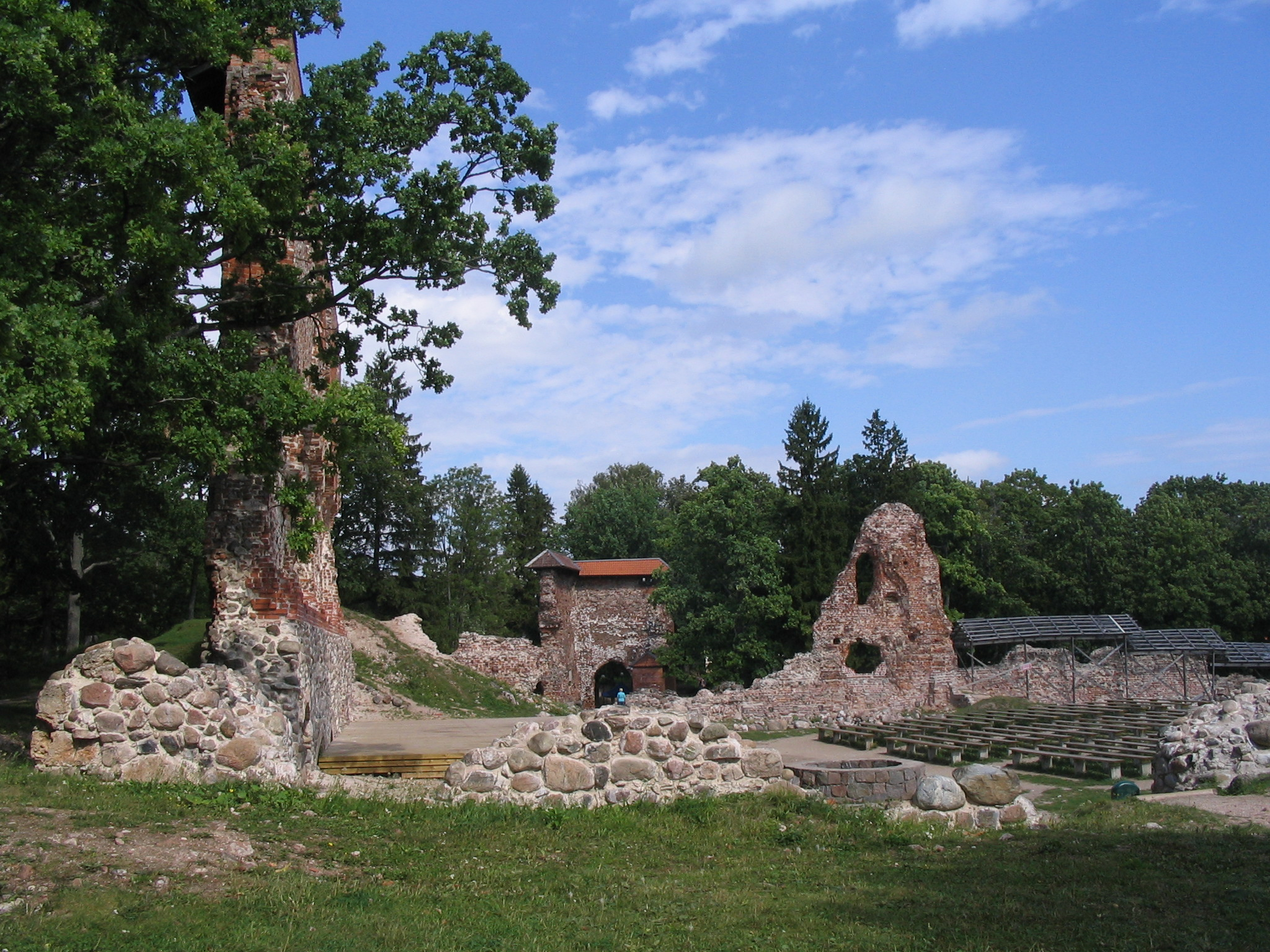
Ruine der Ordensburg in Viljandi (Fellin)

## Abstammung und Familie
Sein adelsfamiliärer Ursprung im männlichen Stamm lag im Haus von der Recke zu Heeren:
- Dietrich III. von der Recke zu Heeren († 1392), verh. mit Anna von Ketteler (*/† ?)
  - Goddert II. von der Recke zu Heeren († 1363), verh. mit Neyse Agnes von Volmestein (*ca. 1395, † 1439)
    - Jobst von der Recke (um *1490, † 1567)

  - Adolf von der Recke, Propst zum Kappenberg
  - Johann von der Recke (*/† ?), verh. mit Fye Sophie von Böckenförde-Schüngel (*/† ?)
    - Johann von der Recke (* um 1480, † 1551)
    - Diedrich VIII. von der Recke (+/† ?), verh. mit Elska Sprenge (* um 1425)
      - Dietrich XIII. von der Recke († 1538), verh. mit Elisabeth von Hiesfeld
        - Matthias von der Recke zu Neuenburg († 1580), verh. mit Sophia von Fircks († 1598)
          - Matthias II. von der Recke zu Kamen (1565–1637), verh. mit Anna von Ketteler. Er ist der Stammvater des baltischen Stammes.

Johann von der Recke war unverheiratet, sein Neffe Jobst von der Recke († 1567) war von 1544 bis zu seiner Amtsniederlegung im Jahre 1553 Fürstbischof von Dorpat (heute Tartu) und kehrte dann nach Westfalen zurück.